# Кармен Монарха
Кармен Монарха (нар. 27 серпня 1979, Белен, Бразилія) — бразильська оперна співачка (сопрано).